# Wachenheim
Wachenheim é uma cidade da Alemanha localizada no distrito (Kreis ou Landkreis) de Bad Dürkheim, na associação municipal de Verbandsgemeinde Wachenheim, no estado da Renânia-Palatinado.

Panorama de Wachenheim